# Giornata internazionale delle foreste
La giornata internazionale delle foreste è stata istituita il 21 dicembre 2012, con risoluzione dell'Assemblea generale delle Nazioni Unite.
Ogni anno, vari eventi celebrano e sensibilizzano sull'importanza di tutti i tipi di foreste e alberi fuori dalle foreste, a beneficio delle generazioni attuali e future. I paesi sono incoraggiati a intraprendere sforzi per organizzare attività locali, nazionali e internazionali che coinvolgano foreste e alberi, come le campagne di piantagione di alberi, nella Giornata internazionale delle foreste. Il Segretariato del Forum delle Nazioni Unite sulle foreste, in collaborazione con l'Organizzazione per l'alimentazione e l'agricoltura, facilita l'attuazione di tali eventi in collaborazione con i governi, il partenariato collaborativo per le foreste e le organizzazioni internazionali, regionali e subregionali. Il giorno internazionale delle foreste si è svolto per la prima volta il 21 marzo 2013.